# Cees Juffermans
Cornelis Theophillus Jacobus "Cees" Juffermans, né le 10 février 1982 à Stompwijk, est un patineur de vitesse sur piste courte néerlandais.

## Biographie
Il participe aux épreuves de patinage de vitesse sur piste courte aux Jeux olympiques de 2002, où il arrive 8e au 1 500 mètres.
Après une chute qui le prive de finale aux Jeux olympiques de 2006, il se convertit au patinage de vitesse sur piste longue.